# Make a Woman Cry
Make a Woman Cry (en hangul, 여자를 울려) también conocida en español como Haz llorar a una mujer, es una serie de televisión de surcoreana emitida por MBC y protagonizada por Kim Jung Eun (anteriormente Todo sobre Eva) y Song Chang Eui (anteriormente Dr. Frost).
Fue emitida desde el 18 de abril hasta el 30 de agosto de 2015, con una longitud de 40 episodios emitidos cada sábados y domingos a las 20:45 (KST).

## Argumento
Jung Deok In (Kim Jung Eun) fue anteriormente una detective de homicidios, pero ella renunció a su trabajo después de la muerte de su único hijo. Para preservar la memoria de su difunto hijo, dirige un puesto de comida en frente de la escuela de su hijo, donde también trata de proteger a los niños del barrio y sus clientes estudiantiles de la intimidación y otros peligros.
Al pasa el tiempo Deok In, se involucra en descubrir la verdad detrás de la muerte de su hijo, pero antes debe superar este proceso por sí misma.

## Reparto

### Principal
- Kim Jung Eun como Jung Deok In.
- Song Chang Eui como Kang Jin Woo.
- Lee Soon-jae como Kang Tae-hwan.
- Ha Hee Ra como Na Eun Soo.
- Oh Dae Kyu como Kang Jin Myung.

### Secundario
Woojin F&T
- Seo Woo Rim como Min Jung Sook.
- Choi Jong Hwan como Kang Jin Han.
- Han Yi Seo como Kang Jin Hee.
- Chun Dong como Kang Hyun Seo.
- Shin Ji Woon como Kang Min Seo.
- Han Jong Young como Kang Yoon Seo.
- Choi Ye Jin como Hyun Bok.

Cercanos a Deok In
- Kim Ji Young como Bok Rye.
- Jin Seon-kyu como Hwang Kyung-soo.
- In Gyo-jin como Hwang Kyung Chul.[3]
- Ji Il Joo como Hwang Kyung Tae.
- Han Bo Bae como Hwang Kyung Ah.

Otros
- Kim Hae Sook como Parl Hwa Soon.
- Lee Da In como Park Hyo Jung.
- Lee Tae Ran como Choi Hong Ran.
- Kim Jin Sung como Hwang Jung Hoon.
- Yoo Seung Bong como Sub director.
- Kim Ha Rin como Ye Jung.
- Kim Yoo Yup como Kim Hyun Jin.
- Park Cheon Guk como Park Ho Shik.
- Soo Joon Hung como Jang Jung Soo.
- Oh Chan Young como Hong Jung Ho.
- Na Hyo In como Min Woo.
- Lee Min Soo como Byung Soo.
- Lee Seung Hyun como Yong Goo.
- Jung Hyun Suk.
- Park Gun Ran.
- Jo Woo-jin.
- Lee Sul Goo.
- Jang Myung Kap.
- Ha Soo Ho.
- Han Ye Wool.
- Jung Young Geum.
- Kim Ik Tae.

Apariciones especiales
- Lee Kye In
- Jung Wook.
- Kim Nam Gun.
- Jo Hyun Kyul.
- Kim Hae Na.
- Lee Hyun Gul.
- Kim Hee Ra.

## Banda sonora
- DIA (Feat. MarT) - «Game Set».
- Hwa Yo Bi - «I Wonder If You Hurt Like Me» (너도 나처럼).
- Han Kyung Soo - «Have You Ever Loved?» (당신은 사랑을 해본 적 있나요).
- Kim Wan Je - «Darkness The Starlight» (어둠 그 별빛).
- Jamong - «Don't Forget Me» (나를 잊지 말아요).
- Honey Finger 6 - «Fine» (괜찮아).

## Audiencia
| Ep. # | Fecha de emisión     | Share        | Share        | Share       | Share       |
| Ep. # | Fecha de emisión     | TNmS Ratings | TNmS Ratings | AGB Nielsen | AGB Nielsen |
| Ep. # | Fecha de emisión     | Nacional     | Seúl         | Nacional    | Seúl        |
| ----- | -------------------- | ------------ | ------------ | ----------- | ----------- |
| 1     | 18 de abril de 2015  | 15.3 %       | 16.2 %       | 15.0 %      | 16.1 %      |
| 2     | 19 de abril de 2015  | 17.9 %       | 19.5 %       | 18.4 %      | 18.7 %      |
| 3     | 25 de abril de 2015  | 15.1 %       | 15.8 %       | 14.5 %      | 15.6 %      |
| 4     | 26 de abril de 2015  | 17.9 %       | 19.8 %       | 17.7 %      | 18.8 %      |
| 5     | 2 de mayo de 2015    | 15.8 %       | 18.2 %       | 14.8 %      | 15.4 %      |
| 6     | 3 de mayo de 2015    | 17.1 %       | 18.5 %       | 18.2 %      | 19.5 %      |
| 7     | 9 de mayo de 2015    | 17.0 %       | 18.9 %       | 15.3 %      | 16.3 %      |
| 8     | 10 de mayo de 2015   | 17.4 %       | 18.6 %       | 17.4 %      | 18.7 %      |
| 9     | 16 de mayo de 2015   | 14.9 %       | 16.3 %       | 15.0 %      | 16.0 %      |
| 10    | 17 de mayo de 2015   | 17.7 %       | 19.7 %       | 18.2 %      | 19.3 %      |
| 11    | 23 de mayo de 2015   | 15.3 %       | 16.6 %       | 14.6 %      | 15.6 %      |
| 12    | 24 de mayo de 2015   | 18.7 %       | 19.9 %       | 17.2 %      | 17.9 %      |
| 13    | 30 de mayo de 2015   | 16.1 %       | 16.6 %       | 15.8 %      | 16.4 %      |
| 14    | 31 de mayo de 2015   | 19.5 %       | 21.8 %       | 18.7 %      | 20.2 %      |
| 15    | 6 de junio de 2015   | 15.5 %       | 17.1 %       | 16.6 %      | 16.6 %      |
| 16    | 7 de junio de 2015   | 18.9 %       | 20.3 %       | 20.2 %      | 21.3 %      |
| 17    | 13 de junio de 2015  | 16.1 %       | 18.3 %       | 16.8 %      | 18.6 %      |
| 18    | 14 de junio de 2015  | 19.9 %       | 22.4 %       | 20.3 %      | 21.6 %      |
| 19    | 20 de junio de 2015  | 17.2 %       | 18.1 %       | 17.7 %      | 18.9 %      |
| 20    | 21 de junio de 2015  | 20.3 %       | 20.6 %       | 20.9 %      | 21.8 %      |
| 21    | 27 de junio de 2015  | 18.3 %       | 20.1 %       | 17.9 %      | 19.0 %      |
| 22    | 28 de junio de 2015  | 20.1 %       | 21.8 %       | 20.4 %      | 21.7 %      |
| 23    | 4 de agosto de 2015  | 18.9 %       | 20.4 %       | 18.8 %      | 19.0 %      |
| 24    | 5 de agosto de 2015  | 19.9 %       | 22.3 %       | 21.0 %      | 22.0 %      |
| 25    | 11 de agosto de 2015 | 18.9 %       | 21.0 %       | 18.7 %      | 19.2 %      |
| 26    | 12 de agosto de 2015 | 21.1 %       | 22.7 %       | 23.0 %      | 23.8 %      |
| 27    | 18 de julio de 2015  | 19.8 %       | 21.3 %       | 19.6 %      | 20.2 %      |
| 28    | 19 de julio de 2015  | 21.2 %       | 22.6 %       | 21.8 %      | 22.5 %      |
| 29    | 25 de julio de 2015  | 19.8 %       | 21.8 %       | 19.0 %      | 19.9 %      |
| 30    | 26 de julio de 2015  | 20.4 %       | 22.4 %       | 22.1 %      | 21.7 %      |
| 31    | 1 de agosto de 2015  | 18.4 %       | 20.5 %       | 19.3 %      | 20.3 %      |
| 32    | 2 de agosto de 2015  | 21.2 %       | 22.5 %       | 22.7 %      | 23.5 %      |
| 33    | 8 de agosto de 2015  | 18.3 %       | 19.1 %       | 18.8 %      | 19.5 %      |
| 34    | 9 de agosto de 2015  | 21.3 %       | 21.9 %       | 24.2 %      | 25.3 %      |
| 35    | 15 de agosto de 2015 | 17.7 %       | 19.5 %       | 19.5 %      | 20.6 %      |
| 36    | 16 de agosto de 2015 | 24.0 %       | 25.1 %       | 24.1 %      | 24.6 %      |
| 37    | 22 de agosto de 2015 | 18.1 %       | 18.9 %       | 19.3 %      | 20.3 %      |
| 38    | 23 de agosto de 2015 | 21.9 %       | 23.7 %       | 22.8 %      | 23.6 %      |
| 39    | 29 de agosto de 2015 | 21.4 %       | 23.1 %       | 21.3 %      | 22.0 %      |
| 40    | 30 de agosto de 2015 | 23.7 %       | 25.2 %       | 25.5 %      | 26.7 %      |

## Emisión internacional
- Taiwán: GTV (2015).[6]